# Cyrtodactylus deccanensis
Espèce
Synonymes
- Gymnodactylus deccanensis Günther, 1864
- Geckoella deccanensis (Günther, 1864)
- Gymnodactylus dekkanensis Smith, 1935

Statut de conservation UICN

 LC  : Préoccupation mineure
Cyrtodactylus deccanensis est une espèce de geckos de la famille des Gekkonidae.

## Répartition
Cette espèce est endémique d'Inde. Elle se rencontre au Maharashtra et au Gujarat dans les Ghâts occidentaux.

## Description
C'est un gecko insectivore, nocturne et terrestre.

## Taxinomie
L'espèce Gymnodactylus albofasciatus était considérée comme synonyme de Gymnodactylus deccanensis avant d'être rétablie par Bauer et Giri, 2004.

## Étymologie
Son nom d'espèce, composé de deccan et du suffixe latin -ensis, « qui vit dans, qui habite », lui a été donné en référence au lieu de sa découverte, le Deccan.

## Publication originale
- Günther, 1864 : The reptiles of British India, London, Taylor & Francis, p. 1-452 (texte intégral).